# 홍경식
홍경식(洪景植, 경상남도 마산시, 1951년 ~ )은 대한민국의 법률가이다. 박근혜 정부 제2대 민정수석비서관이다.

## 학력
- 1969년 : 경복고등학교
- 1974년 : 서울대학교 법학 학사
- 1976년 : 서울대학교 대학원 법학 석사과정 수료

## 경력
- 1976년 : 제18회 사법시험 합격
- 1981년 : 서울지방검찰청 동부지청 검사
- ~ 1988년 : 서울지방검찰청 검사, 대구지방검찰청 안동지청 검사
- 1988년 ~ 1989년 : 법무부 검찰국 검사
- 1989년 ~ 1991년 : 서울지방검찰청 검사
- 1991년 ~ 1992년 : 수원지방검찰청 여주지청 지청장
- 1992년 ~ 1993년 : 부산지방검찰청 동부지청 특수부 부장
- 1993년 ~ 1995년 : 대검찰청 공보관
- 1995년 ~ 1995년 : 부산지방검찰청 형사4부장
- 1995년 ~ 1996년 7월 : 법무부 법무과 과장
- 1996년 7월 ~ 1996년 7월 : 법무부 법무심의관
- 1997년 8월 ~ 1999년 6월 : 서울지방검찰청 공안1부, 형사5부 부장
- 1999년 6월 ~ 2000년 : 수원지방검찰청 제2차장검사
- 2000 ~ 2001년 6월 : 수원지방검찰청 성남지청 지청장
- 2001년 6월 ~ 2002년 2월 : 서울지방검찰청 북부지청 지청장
- 2002년 2월 ~ 2003년 3월 : 대전고등검찰청 차장
- 2003년 3월 ~ 2003년 8월 : 법무부 법무실 실장
- 2003년 8월 ~ 2004년 6월 : 대검찰청 공안부 부장
- 2004년 6월 ~ 2005년 4월 : 의정부지방검찰청 검사장
- 2005년 4월 ~ 2006년 2월 : 대전고등검찰청 검사장
- 2006년 2월 ~ 2007년 2월 : 제30대 법무연수원 원장
- 2007년 2월 ~ 2007년 11월 : 서울고등검찰청 검사장
- 2008년 : 국가경쟁력강화위원회 법제도선진화실무추진단 자문위원, 법무부 검사적격심사위원회 위원장, 법무법인 광장 대표변호사
- 2008년 7월 ~ 2010년 : 정부공직자윤리위원회 위원
- 2010년 : 한국정보화진흥원 감사
- 2013년 ~ 2014년 : 민정수석비서관
- 2015년 : 법무법인(유한) 광장 변호사